# WWE SmackDown! vs. Raw
Pour les articles homonymes, voir WWE SmackDown vs. Raw (série de jeux vidéo).
WWE SmackDown! vs. Raw (souvent abrégé et écourté en WWE SvR et connu sous le titre Exciting Pro Wrestling 6: SmackDown! vs. RAW au Japon) est un jeu vidéo de lutte professionnelle commercialisé sur console PlayStation 2 par THQ et développé par Yuke's. Le jeu vidéo fait partie de la série des WWE SmackDown vs. Raw (le premier jeu intitulé SmackDown vs. Raw) et est basé sur la promotion World Wrestling Entertainment (WWE). Ce jeu est la suite de WWE SmackDown! Here Comes the Pain (2003) et est suivi de WWE SmackDown! vs. Raw 2006 (2005). C'est également le tout premier jeu de la WWE sur PlayStation 2 qui est relié en ligne. Cependant, les joueurs peuvent uniquement choisir en un match en solo ou en mode Bra and Panties.

## Jouabilité
Le jeu est grandement similaire à son prédécesseur, mais expose de nouvelles fonctionnalités. Les graphismes sont les premiers à être améliorés en addition des doublages anglophones tirés dans le mode Saison et promus par les employés de la WWE. Les voix ne sont que pour les catcheurs qui ne sont pas contrôlés par le joueur - le personnage contrôlé par le joueur parlait à travers des sous-titres. le scénario exposé est généralement le même pour chaque personnage, à la seule différence des adversaires rencontrés, et aux dépens du personnage choisi. Le jeu présente les arènes des émissions télévisées de la WWE datant de 2003 et 2004.
De nouvelles fonctions sont également exposées, incluant quelques mini-jeux pre-match et "in-match". Les mini-jeux pre-match sont choisis au hasard avant les matchs en solo incluant les modes test of strength, stare down et shoving match. De nombreux mini-jeux in-match sont également intronisés incluant les chop battle, et le mini-jeu nommé spanking dans lequel les catcheuses doivent combattre et se déshabiller au fur et à mesure du match.
Un système nommé Clean/Dirty est également inclus, dans lequel il influençait les tactiques du personnage. Les joueurs peuvent choisir si leur personnage est clean (du bon côté), dirty (du mauvais côté) ou neutre. Un catcheur des deux partis possède une sorte de baromètre qui se remplit au fur et à mesure des actions accomplies.

## Personnages
Le jeu présente un mode dans lequel les personnalités jouent une saison dans leur branche respective. La branche des deux saisons possède ses propres fonctionnalités et la capacité, pour les divas, d'être manager. Les divas incluent Sable, Stacy Keibler, Torrie Wilson, Trish Stratus, Molly Holly et Victoria. Le joueur gagne de l'argent au fil des saisons pour acheter des objets et légendes débloquables. Ils combattent également dans les championnats de leur branche respective (World Heavyweight Championship en tant que titre principal et l' Intercontinental Championship en tant que second titre pour RAW, le WWE Championship en tant que ceinture principale de WWE SmackDown! le second étant le United States Championship).
WWE SmackDown! vs. RAW inclut un mode renouvelé de WWE PPV de son prédécesseur dans lequel le joueur peut jouer certains PPV de 2004, ou créer un PPV de son choix en choisissant le type de match et personnage, légende ou personnage créé dans le jeu. Les championnats créés sont payants dans les PPV créés.